# Stazione di Santa Marina
La stazione di Santa Marina era una fermata ferroviaria posta lungo la linea Palermo-Messina che fino al 1985 serviva Santa Marina di Milazzo, frazione di Milazzo.

## Storia
La fermata, situata al km 191+240 della linea ferroviaria Messina–Palermo, tra le dismesse stazioni di Milazzo e Barcellona–Castroreale entrò in servizio alcuni anni dopo l'attivazione della linea e continuò il suo esercizio fino alla sua chiusura al servizio viaggiatori avvenuta tra il 1987 e il 1988. Il fabbricato viaggiatori si trovava nel punto esatto in cui il tracciato della linea a binario unico dismessa nel 1991 incrociava l’attuale variante a doppio binario e per questo motivo venne demolito per la costruzione della variante tra le nuove stazioni di Milazzo e Barcellona-Castroreale.

## Strutture e impianti
La fermata disponeva di un fabbricato viaggiatori e del solo binario di circolazione.